# Championnats d'Afrique de BMX 2025
Navigation
Édition précédente Édition suivante
Les championnats d'Afrique de BMX 2025 ont lieu le 20 avril 2025 à Harare, au Zimbabwe. 
Le Zimbabwéen Joe Ruwoko et la Sud-Africaine Miyanda Maseti remportent les titres élites.

## Podiums
| Épreuves               | Or             | Argent         | Bronze            |
| ---------------------- | -------------- | -------------- | ----------------- |
| Épreuves masculines    |                |                |                   |
| Élites hommes          | Joe Ruwoko     | Marlon Kaduku  | Tawanda Marova    |
| Moins de 23 ans hommes | Gaylord Kaduku | non attribuée  | non attribuée     |
| Juniors hommes         | Ashton Kaduku  | non attribuée  | non attribuée     |
| Épreuves féminines     |                |                |                   |
| Élites femmes          | Miyanda Maseti | Helen Mitchell | Kudakwashe Mswaka |
| Moins de 23 ans femmes | Rufaro Tembo   | Melisa Pekani  | non attribuée     |